# Next (program telewizyjny)
 Next  (ang. następny) amerykański program rozrywkowy nadawany w telewizji MTV w latach 2005-2008. od 2006 roku również w Polsce na antenie MTV Polska, a od 17 lipca 2012 na antenie VIVA Polska.
W programie jedna osoba wybiera 1 z pięciu innych osób pojedynczo na randki w ciemno, gdyż w każdej chwili osoba może krzyknąć „Następny”. W każdym programie znajdują się 2 segmenty: pierwszy segment złożony z jednej kobiety lub mężczyzny, a druga z 5 innych samotnych kobiet lub mężczyzn. Program zaczyna się od sylwetki osoby, jej hobby i co się w nim podoba. Osoba, która się nie podoba krzyknie „Następny”, zaś druga osoba otrzymuje 1 dolar za każdą minutę, gdy jedna osoba krzyknie „Następny” przed upływem 1 minuty, druga osoba otrzyma 1 dolar. Program kończy się, gdy jedna osoba umówi się na drugą randkę z drugą osobą lub druga osoba otrzyma pieniądze. Rzadziej program kończy się, że wszyscy zostają wyeliminowani z programu.